# Салангана-водорослеед
Салангана-водорослеед, или водорослевая салангана (лат. Aerodramus fuciphagus), — вид птиц семейства стрижиных.

## Описание
Стриж средних размеров с вильчатым хвостом. Оперение сверху в основном однородное чёрно-коричневое, глянцевое, у некоторых подвидов бока немного серые. Горло серое, остальная часть оперения снизу коричнево-серая. Внутренняя часть крыла черноватая. Оперение на лапах отсутствует, или его совсем мало. Глубина разреза хвоста небольшая — 10 — 19 % от длины хвоста, при этом у черногнездной саланганы (Aerodramus maximus) и Aerodramus salangana ещё меньше — до 13 %. Подвид A. f. inexpectatus в среднем немного меньше номинального, но похож оперением, A. f. dammermani бледнее номинального, а у A. f. perplexus хорошо заметен пурпурный блеск первичных маховых и рулевых перьев.
Подвиды A. f. fuciphagus, A. f. vestitus и A. f. perplexus способны к эхолокации, с помощью которой они осуществляют навигацию в тёмных пещерах. Подвиды A. f. micus и A. f. dammermani постоянно повторяют «rree-deew». Документированное описание звуковых сигналов других подвидов отсутствует.

## Распространение
Салангана-водорослеед обитает на Андаманских и Никобарских островах в Индии, а также на Малых Зондских островах. Численность на Андаманских островах выше, чем на Никобарских. Вид широко распространён на островах Флорес и Тимор, однако гнездится как правило в Уоллесии. Птицы летают далеко над морем и могут путешествовать через него между островами. Вместе с тем, они не осуществляют сезонных миграций и ведут оседлый образ жизни.
По данным Международного союза охраны природы (IUCN) ареал саланганы-водорослееда составляет 8 910 000 км² и включает территорию таких стран как Бруней, Камбоджа, Китай, Индия, Индонезия, Малайзия, Мьянма, Филиппины, Сингапур, Таиланд, Восточный Тимор, Вьетнам, однако в отличие от Международного союза орнитологов, IUCN включает в данный таксон оба подвида съедобной саланганы (Aerodramus germani).
Салангана-водорослеед имеет разнообразную среду обитания от открытых пространств до лесов и от побережья до внутренних районов. Высoта над уровнем моря варьирует от нуля до 2800 метров на Суматре. Уменьшение числа гнёзд во многих районах свидетельствует о сокращении популяции данного вида. Несмотря на снижение численности, Международный союз охраны природы относит салангану-водорослееда к видам, вызывающим наименьшие опасения.

## Питание
Салангана-водорослеед питается летающими насекомыми. Птицы часто собираются в большие стаи, включающие как представителей своего вида, так и других стрижей и ласточек.
Экскременты обитателей верхних ярусов пещеры, включая стрижей и летучих мышей поддерживают развитие животных, которые ищут пропитание на нижних ярусах. Последних в свою очередь поедают змеи и гигантские плотоядные кузнечики, также охотящиеся на птенцов. Замкнутая экосистема имеет только один выход наружу: птицы и летучие мыши, которые приносят питательные вещества в пещеру.

## Размножение

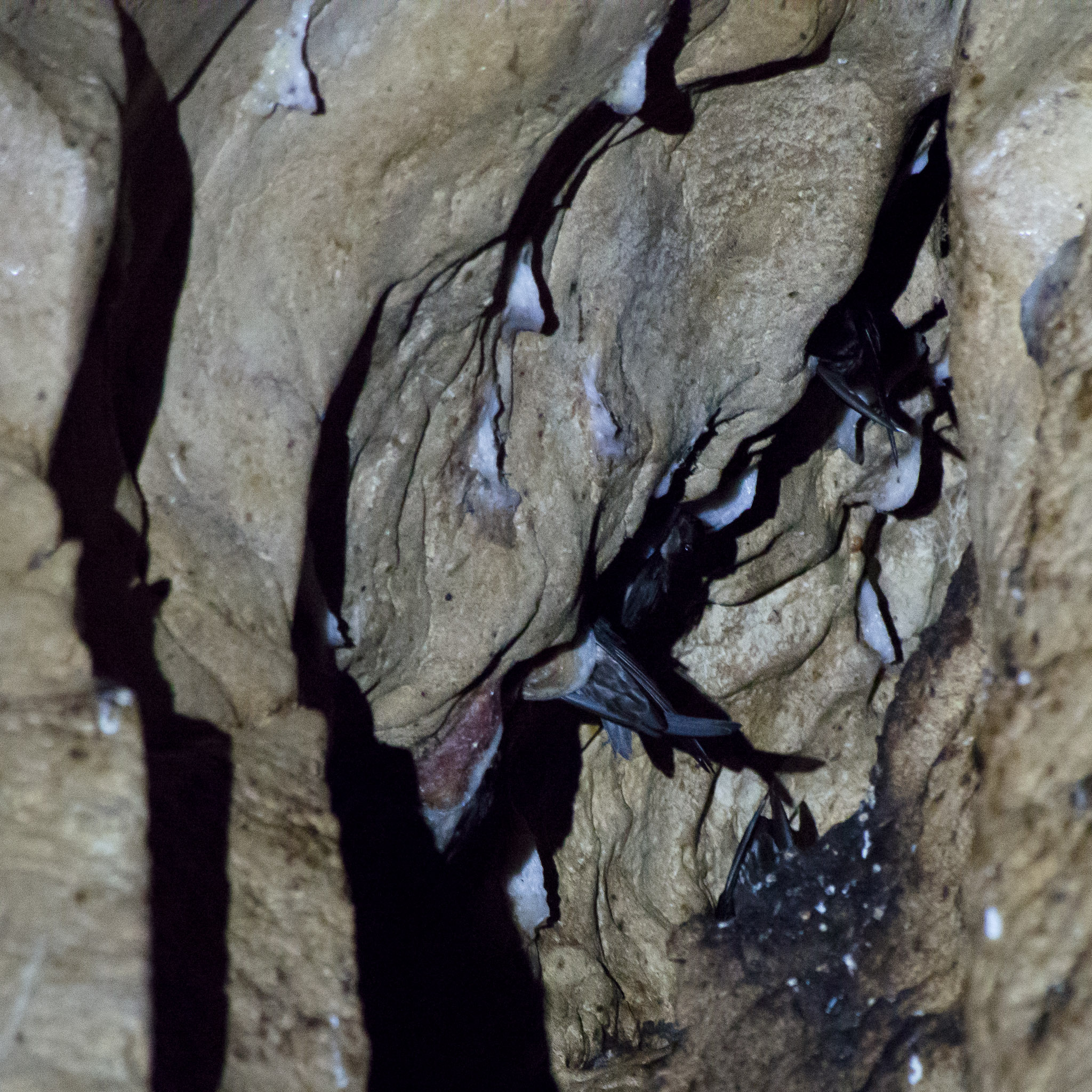
Пещера с гнёздами саланганы-водорослееда

Сезон размножения сильно варьирует: на Андаманских и Никобарских островах он приходится на март-апрель, на островах в северной части моря Флорес (море) — на начало декабря.
Птицы образуют гнездовые колонии глубоко в пещерах или аналогичных сооружениях. Гнездо прикреплено к стенке пещеры и изготовлено из непрозрачной слюны с очень редкими примесями. Саланганы используют большое количество слюны для строительства гнезда, при этом гнёзда саланганы-водорослееда почти полностью построены из слюны, во время сезона размножения они остаются мягкими и влажными и имеют белый цвет. Строительство гнезда занимает 39—55 дней (по другим данным, примерно 20 дней), его размеры составляют 65—69 на 30—38 мм. Одно гнездо может быть использовано для трёх последовательных выводков.
С интервалом в три дня птицы откладывают два матовых белых яйца (иногда одно) размером 19,6—20,6 на 12,8—13,4 мм и массой 1—2 г. Инкубационный период составляет 25,5 дней для первого яйца и 22,5 дней для второго, ещё 43 дня родители кормят птенцов. Будучи на гнезде птицы издают много мягких жалобных звуковых сигналов «wee-we-we-wee-wee …», сухих «chi-chit», а также серии быстрых щелчков. Вероятность успеха кладки составляет 49 %, то есть в каждой кладке в среднем выживает 0,9 птенца. Исследования в Малайзии показали, что птицы в среднем откладывают почти одинаковое количество яиц во время первой, второй и третей кладок, однако повторные кладки обычно менее успешны.
Самка может откладывать яйца в среднем на протяжении пяти лет.

## Взаимодействие с человеком

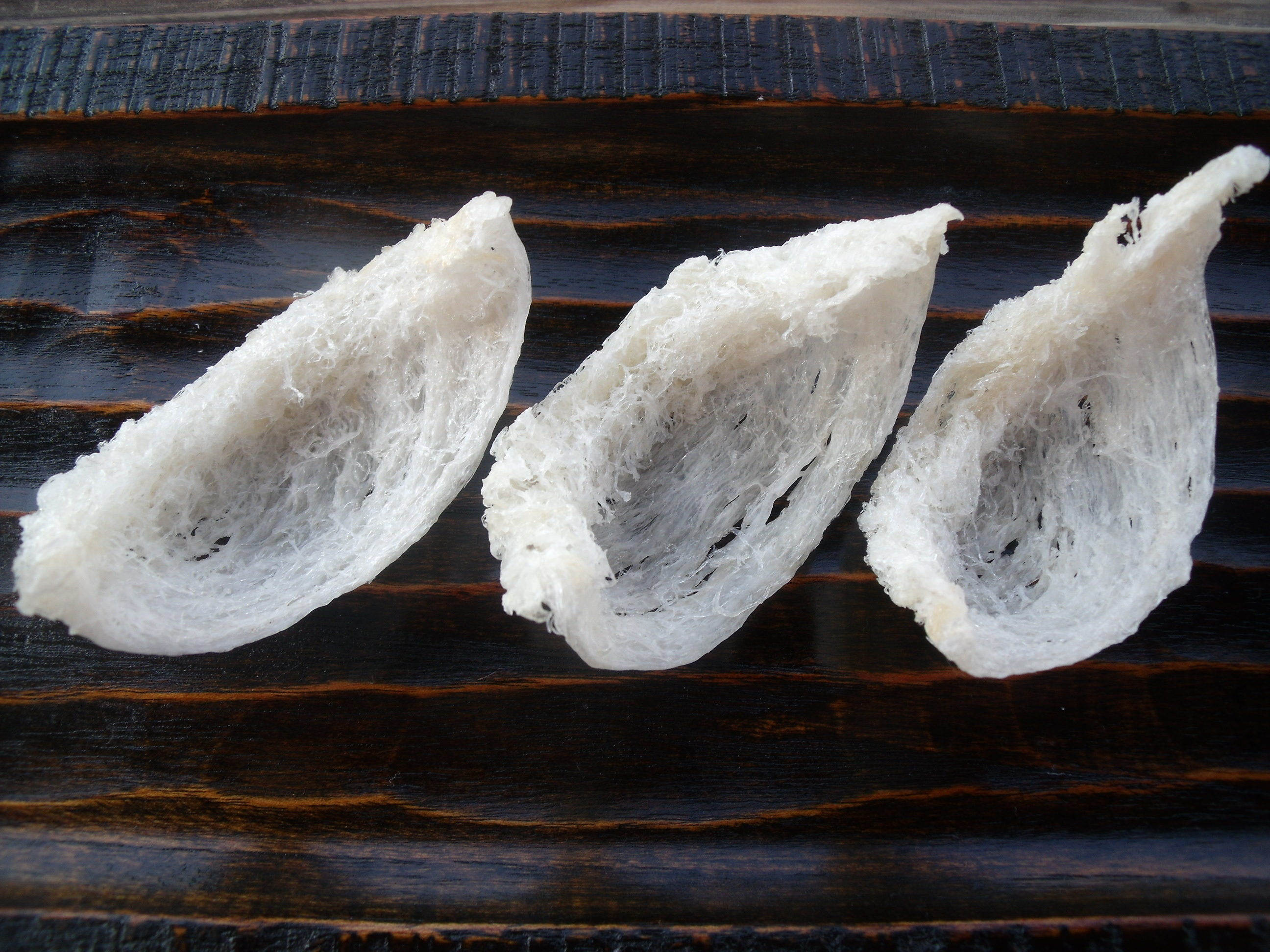
Гнёзда саланганы-водорослееда как ингредиент для супа

Салангана-водорослеед — один из четырёх видов птиц, гнёзда которых съедобны (другими являются Aerodramus germani, Aerodramus maximus и Aerodramus unicolor), они являются элементами традиционной китайской медицины, а также входят в состав супа. В медицинских целях птичьи гнёзда использовали на протяжении веков, считается что они снижают риск заболеваний и способствуют продолжительности жизни. Основными ингредиентами съедобного птичьего гнезда являются сиаловая кислота — 9 %, галактозамин — 7,2 %, глюкозамин — 5,3 %, галактоза — 16,9 %), фруктоза — 0,7 %, аминокислоты (аспарагиновая, глутаминовая, пролин, треонин, валин) и минеральные соли (в основном натрия и кальция). Научные доказательства медицинской эффективности съедобных птичьих гнёзд по-прежнему ограничены.
Особенно ценными считаются гнёзда чистого белого цвета без примесей, собранные во время сезона размножения. Гнёзда собирают со стен пещер. Считается, что во время сбора урожая только в одной пещере в 1950-х годах было потеряно более 500 тысяч яиц и птенцов. На Никобарских островах в 35 пещерах размножается от 1244 до 1791 пар, по некоторым оценкам в 1987—1995 годах на этом острове произошло снижение численности птиц на 85 %. Недавние исследования показали, что возможна организация сбора гнёзд таким образом, что урон от неё будет существенно сокращён. Предполагаемые ограничения включают сбор гнёзд дважды в год: когда только у 10-15 % гнёзд есть яйца и второй — когда птенцы второй кладки вылетели из гнезда.
Птицы могут гнездится в специально построенных сооружениях в непосредственной близости от городской застройки. На заготовленных участках могут строить гнёзда дважды в сезон. В Юго-восточной Азии, включая Вьетнам, Индонезию и Таиланд, заготовители гнёзд стали строить структуры, на которых птицы могли бы строить свои гнёзда. В такие гнёзда привлекаются различные птицы, включая те, гнёзда которых несъедобны. Производители уничтожают такие гнёзда вместе с яйцами, чтобы со временем получить колонии птиц, которые производят «правильные» гнёзда. При этом такие гнёзда всё равно оцениваются ниже, чем гнёзда из пещер.

## Систематика
Вид впервые был описан шведским натуралистом Карлом Петером Тунбергом в 1812 году на основе экземпляра, полученного на острове Ява. Первоначально был отнесён к ласточкам и получил название Hirundo fuciphaga. Долгое время относилась к роду саланган (Collocalia). В 1970 году южноафриканский орнитолог Брук, Ричард Кендалл разделил род на три группы, одна из которых — Aerodramus (от греч. αερος — «воздух», греч. δρομος — «гонщик») — включала неблестящих стрижей, способных к эхолокации. В разное время данный вид объединяли с другими таксонами, в частности с маврикийской саланганой (Aerodramus francicus) и Aerodramus unicolor. Некоторые учёные к данному виду относят также Aerodramus salangana aerophilus. Ближайшим родственным таксоном является Aerodramus vanikorensis amelis, с которым вид объединяется в надвид, при этом наибольшие связи наблюдаются у подвида A. f. perplexus.
Некоторые учёные включают в данный таксон также съедобную салангану (Aerodramus germani), разделённую на два подвида. Номинальный подвид A. g. german (Oustalet, 1876) обитает на побережье от острова Хайнань на западе, вдоль полуострова Малакка, включая архипелаг Мьей, расположенный к югу от Мьянмы, северное побережье Калимантана, западные Филиппины от острова Палаван до островов Панай и Тикао. Подвид A. g. amechanus (Oberholser, 1912) — на архипелаге Анамбас юго-восточнее полуострова Малакка..
В настоящее время салангану-водорослееда относят к роду Aerodramus семейства стрижиных. Международный союз орнитологов выделяет шесть подвидов:
- Aerodramus fuciphagus inexpectatus (Hume, 1873) — Андаманские и Никобарские острова.
- Aerodramus fuciphagus vestitus (Lesson, 1843) — острова Суматра, Белитунг и Калимантан (кроме северных берегов).
- Aerodramus fuciphagus perplexus (Riley, 1927) — острова Дераван северо-восточнее Калимантана.
- Aerodramus fuciphagus fuciphagus (Thunberg, 1812) — острова Ява, Кангеан и Бали, западная часть Малых Зондских островов до острова Сумбава. Некоторые учёные выделяют в составе номинального также подвид Aerodramus fuciphagus bartelsi[3].
- Aerodramus fuciphagus dammermani (Rensch, 1931) — остров Флорес в центральной части Малых Зондских островов. Часто относится учёными к номинальному подвиду.
- Aerodramus fuciphagus micans (Stresemann, 1914) — Сумба, Саву и Тимор в центральной части Малых Зондских островов. Часто относится учёными к номинальному подвиду.